# Liste der luxemburgischen Abgeordneten zum EU-Parlament (2004–2009)
Die Liste der luxemburgischen Abgeordneten zum EU-Parlament (2004–2009) listet alle luxemburgischen Mitglieder des 6. Europäischen Parlaments nach der Europawahl in Luxemburg 2004.

## Mandatsstärke der Parteien
- SPE: 1
- G/EFA: 1
- ALDE: 1
- EVP-ED: 3

| Nationale Partei                                   | Mandate | Fraktion                                                                   |
| -------------------------------------------------- | ------- | -------------------------------------------------------------------------- |
| Chrëschtlech Sozial Vollekspartei (CSV)            | 3       | Fraktion der Europäischen Volkspartei und europäischer Demokraten (EVP-ED) |
| Demokratesch Partei (DP)                           | 1       | Fraktion der Allianz der Liberalen und Demokraten für Europa (ALDE)        |
| Déi Gréng                                          | 1       | Die Grünen/Europäische Freie Allianz (G/EFA)                               |
| Lëtzebuerger Sozialistesch Aarbechterpartei (LSAP) | 1       | Sozialdemokratische Fraktion im Europäischen Parlament (SPE)               |
| Gesamt                                             | 6       |                                                                            |

## Abgeordnete
| Bild | MEP                     | geb. | von           | bis           | Partei | Fraktion | Anmerkungen                                                                       |
| ---- | ----------------------- | ---- | ------------- | ------------- | ------ | -------- | --------------------------------------------------------------------------------- |
|      | Robert Goebbels         | 1944 | 20. Juli 2004 | 13. Juli 2009 | LSAP   | SPE      | für Jean Asselborn, der im Kabinett Juncker III verblieb                          |
|      | Erna Hennicot-Schoepges | 1941 | 20. Juli 2004 | 13. Juli 2009 | CSV    | EVP-ED   | für François Biltgen, der im Kabinett Juncker III verblieb                        |
|      | Astrid Lulling          | 1929 | 20. Juli 2004 | 13. Juli 2009 | CSV    | EVP-ED   | für Jean-Claude Juncker, der sein Amt als luxemburgischer Premierminister behielt |
|      | Lydie Polfer            | 1952 | 20. Juli 2004 | 13. Juli 2009 | DP     | ALDE     |                                                                                   |
|      | Jean Spautz             | 1930 | 20. Juli 2004 | 13. Juli 2009 | CSV    | EVP-ED   | für Luc Frieden, der im Kabinett Juncker III verblieb                             |
|      | Claude Turmes           | 1960 | 20. Juli 2004 | 13. Juli 2009 | Gréng  | G/EFA    |                                                                                   |